# Judithe Hernández
Judithe Hernández (Los Ángeles, 1948) es una artista visual estadounidense con raíces mexicanas que reside en Los Ángeles. Fue integrante fundadora de los movimientos Chicano Art/Los Angeles Mural. Recibió reconocimiento por primera vez en la década de 1970 como muralista. En su amplia carrera como artista de estudio, su práctica artística se ha centrado en trabajos sobre papel, principalmente pasteles, que frecuentemente incorporan imaginería indigenista y la tensión sociopolítica de los roles de género.
Hernández ha vivido tanto en Chicago, Illinois, como en Los Ángeles. En 1974, se convirtió en la quinta integrante y única mujer de Los Four, el influyente y célebre colectivo de artistas chicanos del este de Los Ángeles, junto con Carlos Almaraz, Frank E. Romero, Robert de la Rocha y Gilbert Luján. Ya en 1970, Hernández participó en los esfuerzos iniciales de organización de los artistas chicanos en el este de Los Ángeles. De esta experiencia, Hernández dijo más tarde que «a menudo yo era literalmente la única mujer en las reuniones que no era novia o esposa, sino una artista participante activa».

## Biografía

### Primeros años y educación

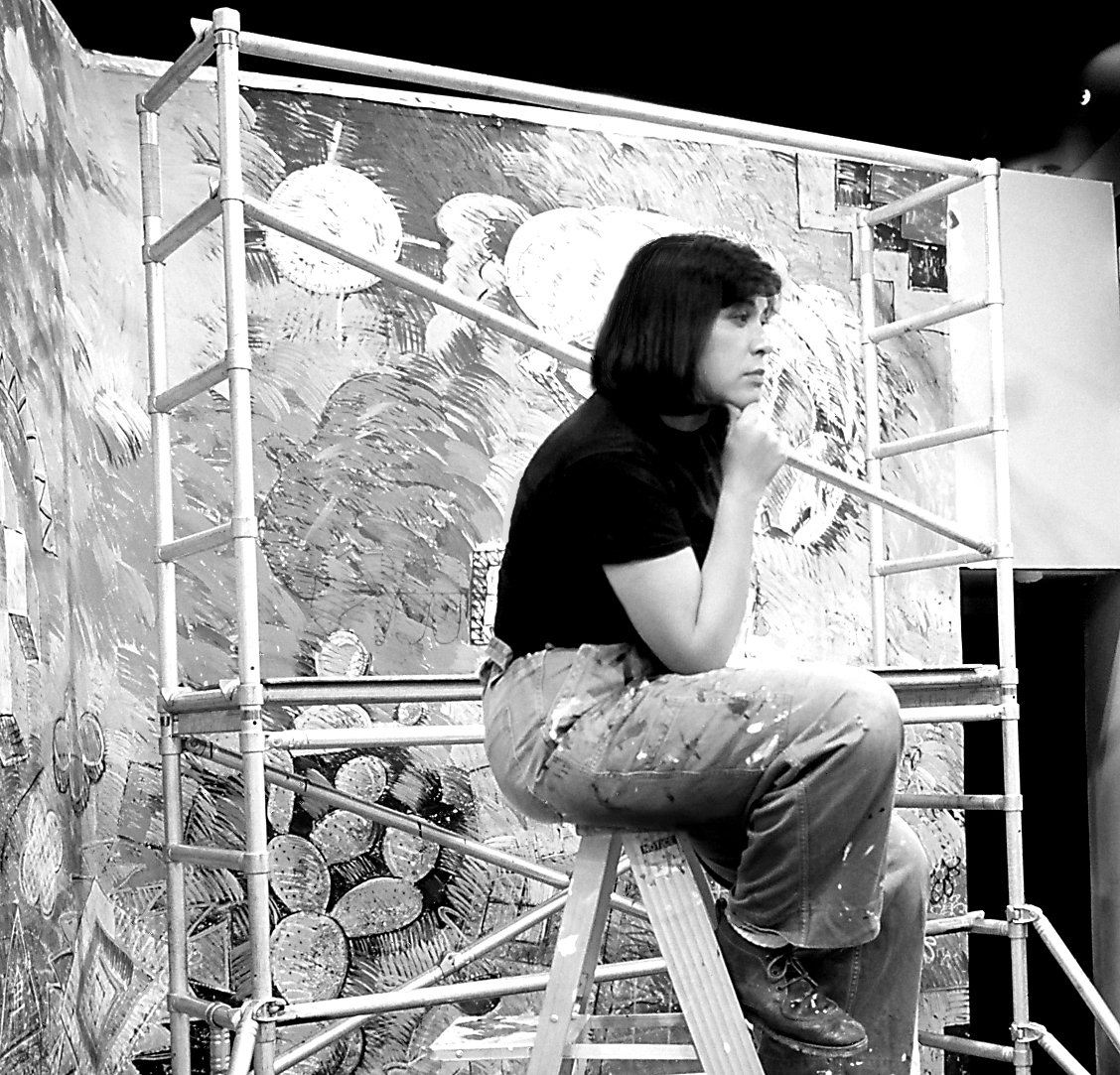
Pintura de Judithe Hernández en la exposición "Murales de Aztlán, CAFAM, Los Ángeles, CA, 1981.

En 1965, Hernández se convirtió en la primera estudiante en ganar la "Beca Future Masters" (otorgada por el LACMA y financiada por la Fundación Sears & Roebuck y la Cámara de Comercio de Los Ángeles) que le permitió asistir al Otis Art Institute (ahora llamado Otis College of Art and Design) de Los Ángeles. En 1972, después de obtener su grado en Otis, comenzó sus estudios de posgrado en la misma universidad. Cuando Carlos Almaraz se inscribió en el programa de posgrado ese año, marcó el comienzo de una larga amistad y asociación profesional como miembros de Los Four. Inspirada por eventos recientes como las huelgas de estudiantes del este de Los Ángeles en 1968, ella, junto con Almaraz, se involucró en el movimiento chicano por los derechos civiles y trabajó en proyectos como la Moratoria Chicana Contra la Guerra. Durante su tiempo en Otis, Hernández estudió dibujo con el reconocido artista afroamericano Charles White, quien se convirtió en mentor e importante influencia en su desarrollo como artista. White, que a finales de la década de 1940 había viajado a México para imprimir con el Taller de Gráfica Popular en la Ciudad de México, era un gran admirador del arte indígena y latinoamericano, lo que transmitió a Hernández, que atribuye gran parte de su éxito a los maestros y profesores que reconocieron su habilidad y la animaron a seguir su carrera como artista. En 1971, mientras trabajaba como ilustradora del Aztlán Journal, publicado por el Centro de Investigación de Estudios Chicanos de UCLA, Hernández ilustró el primer volumen de poesía del célebre poeta mexicano-estadounidense Alurista, Floricanto en Aztlán. En 2013, la edición del 40 aniversario de Floricanto recibió tres premios en los premios International Latino Book.

### Carrera
Después de obtener su posgrado en Otis College, ella y Almaraz colaboraron con El Teatro Campesino, trabajando en nombre de United Farm Workers y, como miembros del Concilio de Arte Popular (CAP); trabajaron para crear una organización que uniera a los artistas chicanos de todo el estado de California. Organizaciones de artistas chicanos como la Royal Chicano Air Force de Sacramento; La Galería de la Raza, en San Francisco, y los artistas de Chicano Park en San Diego fueron algunos de los que participaron en CAP en la década de 1970. En 1981, ella y otros siete muralistas chicanos pintaron murales dentro del Craft and Folk Art Museum en Los Ángeles para una exposición titulada Los murales de Aztlán. Los artistas fueron reseñados en Artweek por el crítico Shifra Goldman por "deshacerse... de su identidad cultural y militancia política" para "entrar en la corriente principal como profesionales competitivos". Hernández respondió «¿por qué los cambios en mi trabajo y actitudes sociopolíticas deben ser interpretados como un compromiso de mi compromiso... mientras que en otro artista lo mismo se interpretaría como crecimiento personal y profesional?» La importancia internacional de su trabajo llegó en 1989 con la primera exposición de arte chicano en Europa, Les Démon des Anges. Fue una de las dieciséis artistas (una de tres mujeres) cuyo trabajo formó parte de esta innovadora exposición.
A principios de la década de 1980, Hernández se mudó a Chicago y vivió allí durante más de 25 años antes de regresar a Los Ángeles en 2010. Su última exposición en Chicago fue una importante exposición individual de obra nueva en el National Museum of Mexican Art, La Vida Sobre Papel, que se inauguró en enero de 2011 e incluyó varias series de trabajos inéditos, uno de ellos sobre el asesinato en serie de mujeres en Ciudad Juárez. Según el Chicago Weekly, "lo único tan llamativo como la habilidad de la artista es su mensaje: ser humano es difícil, ser una mujer más difícil, y la vida como latina en ocasiones es francamente espeluznante". Hernández dijo que seguirá trabajando en la serie hasta que las 800-2000 muertas sean reconocidas por el gobierno mexicano.
En 2011, Hernández se encontraba entre un selecto grupo de artistas cuyas contribuciones al arte de Los Ángeles fueron honradas en múltiples exposiciones que formaron parte de la iniciativa de arte radical conocida como Pacific Standard Time: Art in LA, 1945-1980 (PST), financiada por la Fundación Getty. En 2012 Hernández recibió dos importantes premios; el prestigioso C.O.L.A. Fellowship (City of Los Angeles Individual Artist Fellowship) para 2013, así como la codiciada comisión para crear arte público para la estación Terminus de Metro EXPO LINE en Colorado y 4th Street en Santa Mónica por la Autoridad de Transporte Metropolitano de Los Ángeles. La estación Expo Line Downtown Santa Monica abrió el 20 de mayo de 2016. "La estación en el borde del continente" cuenta con 24 paneles de vidrio mosaico diseñados por Hernández colocados sobre sus plataformas para dos pasajeros. En conjunto, los paneles son conocidos como "L.A. Sonata" y representan el paso del día y las estaciones utilizando un montaje de iconos culturales que representan la diversidad cultural y étnica de Los Ángeles.
En 2013 fue una de las 72 artistas elegidas para la primera gran exposición de artistas estadounidenses contemporáneos de ascendencia latina en el Smithsonian American Art Museum, denominada "Our America: The Latino Presence in American Art". Tras su inauguración en octubre de 2013 y conclusión en enero de 2014, la exposición viajó a diversos museos de los Estados Unidos, incluido el Museo Crocker en California, el Museo de Bellas Artes de Utah en Salt Lake City y el Museo de Arte Hunter en Tennessee. 
En 2017, Hernández volvió a trabajar en múltiples exposiciones patrocinadas por la Fundación Getty Pacific Standard Time LA/LA, que explora la influencia del arte latinoamericano en el arte de Los Ángeles. Su obra "The Purification" fue seleccionada como imagen promocional destacada para PST LA/LA.
A lo largo de sus 50 años de carrera, ha establecido un récord significativo de exhibición y adquisición de su trabajo por parte de importantes colecciones públicas y privadas, que incluyen el Museo de Arte Moderno de Nueva York, el Museo Smithsonian de Arte Americano, la Academia de Bellas Artes de Pensilvania, el National Museum of Mexican Art de Chicago, el Museo de Arte Latinoamericano de Los Ángeles, el Museo de Arte Crocker, la Colección Gerald Buck y el Bank of America. Ha recibido el prestigioso premio Artista en residencia del Centro para el Estudio de la Raza, la Política y la Cultura de la Universidad de Chicago, la Beca de Artistas de la Ciudad de Los Ángeles (C.O.L.A.), la Beca Anonymous Was A Women y el Premio de la Comisión Femenil Mexicana Nacional por Logros en Bellas Artes.
En 2018, Hernández fue honrada por el National Museum of Mexican Art de Chicago con el Premio Legado Sor Juana por sus «contribuciones sobresalientes a las artes» y en agosto se convirtió en la primera latina nacida en Estados Unidos en abrir una exposición individual en el Museo de Arte Latinoamericano de Los Ángeles (MOLAA). En su análisis de dicha exposición, el crítico de arte estadounidense de Los Angeles Times, ganador del Premio Pulitzer, Christopher Knight, escribió "... El arte de Hernández está batido por su maravilloso sentido del color, que desata cualquier límite ilustrativo del género ".
También en 2018, su obra "La Virgen de la Oscuridad" fue utilizada como la imagen destacada de la exposición permanente rediseñada "Becoming Los Angeles" del Museo de Historia Natural del Condado de Los Ángeles, en su reapertura en mayo.
En 2019, su presencia artística regresó al distrito histórico del centro de Los Ángeles cuando su mural de siete pisos "La Nueva Reina de Los Ángeles" se instaló en un bloque de La Plaza Village, al norte de El Pueblo de Los Ángeles.

## Exposiciones individuales en museos y galerías
- Judithe Hernández: Dreams on Paper, "Monica King Contemporary, Nueva York, NY 2021
- A Dream is the Shadow of Something Real – Museum of Latin American Art, MOLAA Long Beach, 2018.[17]
- La Vida Sobre Papel - National Museum of Mexican Art, Chicago, IL 2011.
- What Dreams May Come / Qué Sueños Quizás Vengan - Woman Made Gallery, Chicago, IL 2010.
- Judithe Hernández: Works on Paper - Cayman Gallery, Nueva York, NY 1983.
- A Decade of a Woman's Work - Solart Gallery, San Diego, CA 1980.
- Virgen, Madre, Mujer: Imágenes de la Mujer Chicana - Casa de la Raza, Santa Bárbara, CA 1979.
- Mi Arte, Mi Raza - Galería de Arte Municipal de Los Ángeles, 1978.

## Exposiciones en pareja
- Judithe Hernández y Patssi Valdez: Two Paths One Journey, Millard Sheets Art Center, Pomona, CA 2017[18]
- Judithe Hernández y Sergio Gomez: Through the Labyrinth, President's Gallery, Chicago State University, 2009

## Exposiciones grupales en museos
- Printing the Revolution! The Rise and Impact of Chicano Graphics, 1965 to Now. Smithsonian American Art Museum, Washington D. C. 2020
- LIFE MODEL: Charles White and His Students - Los Angeles County Museum of Art, Los Angeles, CA 2019
- West by Midwest: Geographies of Art and Kinship - Museum of Contemporary Art, Chicago, IL 2018
- Bridges in Time of Walls: Mexican/Chicano Art from Los Angeles to Mexico, Museo de Arte Carrillo Gil, Mexico City 2018
- Becoming Los Angeles - Natural History Museum of Los Angeles County 2018
- Pacific Standard Time: LA/LA - Found in Translation: Design in California and Mexico 1915–1985, Los Angeles County Museum of Art 2017
- Our America: The Latino Presence in American Art, Hunter Museum of American Art, Chattanooga, TN 2017
- Miradas: Ancient Roots in Contemporary Mexican Art, Nevada Museum of Art, Reno, NV 2017
- MOLAA at 20: 1996–2016. The Museum of Latin American Art, Long Beach, CA 2016
- Our America: The Latino Presence in American Art, Delaware Museum of Art, Wilmington, DE 2016
- Our America: The Latino Presence in American Art, Allentown Art Museum, Allentown, PA 2016
- Our America: The Latino Presence in American Art, Museum of Fine Arts, St. Petersburg, FL 2016
- Our America: The Latino Presence in American Art, Arkansas Art Center, Little Rock, AR 2016
- Our America: The Latino Presence in American Art, Utah Museum of Fine Art, Salt Lake City, UT 2015
- La Muerte Niña - Día de los Muertos, National Museum of Mexican Art, Chicago, IL 2015
- MIRADAS: Ancient Roots in Modern and Contemporary Mexican Art, Museum of Latin American Art, Long Beach, CA 2015
- Our America: The Latino Presence in American Art, Arkansas Art Center, AR 2015
- Our America: The Latino Presence in American Art (Online), Smithsonian American Art Museum, Washington D. C. 2014
- Miradas: Ancient Roots in Contemporary Mexican Art, Tucson Museum of Art, Tucson, AZ 2014
- Our America: The Latino Presence in American Art, Crocker Art Museum, Sacramento, CA 2014
- Sinful Saints and Saintly Sinners, Fowler Museum, Los Angeles, CA 2014
- Chicano Dream - the Cheech Marin Collection. Musée d'Aquitaine, Bordeaux, France 2014
- Our America: The Latino Presence in American Art, Patricia & Phillip Frost Art Museum, Florida International University, Miami, FL 2014
- Miradas: Ancient Roots in Contemporary Mexican Art, Mexic-Arte Museum, Austin, TX 2014
- Our America: The Latino Presence in American Art, Smithsonian American Art Museum, Washington D. C. 2013
- Signature Works, National Museum of Mexican Art, Chicago, IL 2013
- Miradas: Ancient Roots in Contemporary Mexican Art, Tampa Museum of Art, Tampa, FL 2012
- Inaugural Exhibition, América Tropical Interpretive Center, Los Angeles, CA 2012
- Miradas: Ancient Roots in Mexican Art, CityArtsCenter, Oklahoma, OK 2012
- Transforming Public Art: Chicano's of the 1980s, LA Plaza de Cultura y Artes, Los Angeles, CA 2012
- Road Trip, Vincent Price Art Museum Art, Los Angeles, CA, 2011
- Miradas: Ancient Roots in Mexican Art, Cummer Museum, Jacksonville, FL 2011
- Lasting Legacies: A Tribute to the Chicana Art Movement, LA Plaza de Cultura y Artes, Los Angeles, CA 2011
- Pacific Standard Time: L.A. Art 1945-80 - L.A. XICANO Mapping Another L.A. the Chicano Art Movement, Fowler Museum, Los Ángeles 2011
- Pacific Standard Time: L.A. Art 1945-1980 - Sandra de la Loza: Mural Remix, Los Angeles County Museum of Art, 2011
- After the Gold Rush: Reflections & Postscripts on the National Chicano Moratorium, Vincent Price Art Museum, Los Angeles, 2011
- Member's Choice, El Paso Museum of Art, El Paso, TX, 2011
- Miradas: Ancient Roots in Mexican Art, Witte Museum, San Antonio, TX, 2011
- Siqueiros in Los Angeles: Censorship Defied, the Autry National Center, Los Angeles, CA, 2010
- Indigenismo: Ancient Roots in Mexican Art, Newark Museum, Newark, NJ, 2010
- Translating Revolution: U.S. Artists Interpret the Mexican Muralists, National Museum of Mexican Art, Chicago, IL, 2010
- Miradas: Ancient Roots in Mexican Art, MUZEO, Anaheim, CA, 2010
- Rastros y Crónicas: Women of Juarez, the National Museum of Mexican Art, Chicago, IL, 2009
- Feminist Ecology: Women and the Earth, Koehnline Museum, Chicago. IL (Catálogo publicado) 2009
- Miradas - Mexican Art from the Bank of American Collection, National Museum of Mexican Art, Chicago, IL, 2009
- La Vida Sin Fin - Day of the Dead, National Museum of Mexican Art, Chicago, IL, 2008
- Chupacabras! Artists Reinvent the Myth, National Museum of Mexican Art, Chicago, IL, 2008
- Reflections of the Soul - Day of the Dead 2003, National Museum of Mexican Art, Chicago, IL, 2003
- The Mystical in Art, Carnegie Museum of Art, Oxnard, CA, 1994
- Les Démon des Anges, Kulturerhuset, Stockholm, Sweden, Catálogo publicado, 1990
- Les Démon des Anges, Espace Lyonnais d'Art Contemporain, Lyon, France, Catálogo publicado, 1989
- Les Démon des Anges, Centro de Arte Contemporaño Santa Monica, Barcelona, Spain (Catálogo publicado), 1989
- Les Démon des Anges, Halle du Centre de Recherche pour le Developpement Culturel, Nantes, France, (Catálogo publicado), 1989
- The Murals of Aztlan, Craft and FolkArt Museum, Los Angeles, CA, 1981
- The Aesthetics of Graffiti, San Francisco Museum of Modern Art (Catálogo publicado), 1978
- Imagination, Los Angeles Institute of Contemporary Art, 1974
- In Search of Aztlan, Crocker Art Museum, Sacramento, CA, 1974
- Fantasy, the Dark and Light Side, Los Angeles County Museum of Art, 1974
- In Search of Aztlan, Oakland Museum of Art, Oakland, CA (Catálogo publicado), 1974
- Los Four en Longo, Long Beach Museum of Art (Catálogo publicado), 1974

## Comisiones de arte público
- La Nueva Reina de Los Ángeles, LA PLAZA Village, Broadway@Hollywood Freeway, Los Angeles CA 2019
- EXPO Line Downtown Santa Monica Terminus Station, Santa Monica, CA 2016
- Recuerdos de Ayer, Sueños de Mañana, Mural del Bicentenario de Los Ángeles, Monumento histórico El Pueblo de Los Ángeles, 1981–2002
- Sueños Oaxaqueños, Mural sobre lienzo, Craft and Folk Art Museum, Los Ángeles, CA, 1981
- Homenaje a Las Chicanas de Áztlan, (proyecto conjunto con Carlos Almaraz), Proyecto de Vivienda Ramona Gardens, Los Ángeles, CA, 1977
- La Adelita, (proyecto conjunto con Carlos Almaraz), Proyecto de Vivienda Ramona Gardens, Los Ángeles, CA, 1977
- Los Four por El Pueblo, mural temporal, Universidad Estatal de California en Los Ángeles, 1977
- "Mexican Rule", Mural de la Gran Muralla de Los Ángeles, Tujunga Wash Flood Control Channel, 1976
- El Mundo del Barrio Sotel, Stoner Recreation Center, Los Ángeles, CA, 1976 - Restaurado 1997 - Demolido 2002
- Ave 43 Mural, mural colectivo con Carlos Almaraz, Frank Romero y Leo Limon, Highland Park, CA, 1977
- Mural de Trabajadores Agrícolas Unidos, Codiseñador con Carlos Almaraz, Segunda Convención Constitucional, La Paz, CA, 1975
- El Teatro de la Vida, Century Playhouse Theatre, financiado por el National Endowment of the Arts, Los Ángeles, CA, 1974

## Colecciones públicas, privadas y corporativas
- AltaMed Corporation, Los Ángeles, CA
- Colección Bank of America, Nueva York, NY
- Centro para el Estudio de Gráficos Políticos, Los Ángeles, CA
- Museo de Arte Crocker, Sacramento, CA
- Museo de Arte de El Paso, El Paso, TX
- Museo de Arte del Condado de Los Ángeles, Los Ángeles, CA
- Museo Latino de Historia, Arte y Cultura, Los Ángeles, CA
- Museo de Arte Latinoamericano, Long Beach, CA
- Museo de Arte Moderno, Nueva York, NY
- Museo Nacional de Arte Mexicano, Chicago, IL
- Otis College of Art and Design, Los Ángeles, CA
- Academia de Bellas Artes de Pensilvania, Filadelfia, PA
- Colección Radio Bilingüe, Fresno, CA
- Museo Smithsonian de Arte Americano, Washington D. C.
- Museo de Arte Schneider, Ashland, Oregón
- Museo / Instituto de Arte de California de la UCI, Irvine CA
- Sindicato Unido de Trabajadores Agrícolas, La Paz, CA
- Universidad de California en Los Ángeles, Centro de Investigación de Estudios Chicanos
- Universidad de California en Santa Bárbara, Departamento de Estudios Chicanos
- Universidad de California en Santa Bárbara, Biblioteca Davidson, Colecciones especiales, CEMA
- Vincent Price Art Museum, Los Ángeles, CA
- Women Made, Chicago, IL

## Becas
- Beca de artista individual de la ciudad de Los Ángeles (C.O.L.A.), 2013

## Artista en residencia
- Universidad de Chicago, Centro para el Estudio de Raza, Política y Cultura, 2011